# Chapter and Verse (album de Bruce Springsteen)
Pour les articles homonymes, voir Chapter and Verse.
Albums de Bruce Springsteen
High Hopes
(2014) Western Stars
(2019)
Chapter and Verse est une compilation de Bruce Springsteen sortie le 23 septembre 2016 pour accompagner l'autobiographie de Springsteen Born to Run, qui est sortie 4 jours plus tard. Elle contient plusieurs chansons inédites.

## Liste des chansons
1. "Baby I" — 1:55
  - The Castiles (enregistré le 2 mai 1966, à Mr. Music, Brick Township, New Jersey; écrit par Bruce Springsteen et George Theiss; inédit)
2. "You Can't Judge a Book by the Cover" — 2:54
  - The Castiles (enregistré le 16 septembre 1967à The Left Foot, Freehold, NJ; écrit par Willie Dixon; inédit)
3. "He’s Guilty (The Judge Song)" — 4:39
  - Steel Mill (enregistré le 22 février 1970 à Pacific Recording Studio, San Mateo (Californie); inédit)
4. "Ballad of Jesse James" — 5:30
  - The Bruce Springsteen Band (enregistré le 14 mars 1972 1972, à Challenger Eastern Surfboards, Highland, NJ; inédit)
5. "Henry Boy" — 3:17
  - (enregistré en juin 1972, à Mediasound Studios, New York, NY; inédit)
6. "Growin' Up" — 2:42
  - (enregistré le 3 mai 1972, à Columbia Records Recordings Studios, New York; présent sur Tracks )
7. "4th of July, Asbury Park (Sandy)" — 5:34
  - (1973, The Wild, the Innocent & the E Street Shuffle)
8. "Born to Run" — 4:30
  - (1975, Born to Run)
9. "Badlands" — 4:01
  - (1978, Darkness on the Edge of Town)
10. "The River — 4:59
  - (1980, The River )
11. "My Father's House" — 5:04
  - (1982, Nebraska)
12. "Born in the U.S.A." — 4:37
  - (1984, Born in the U.S.A.)
13. "Brilliant Disguise" — 4:14
  - (1987, Tunnel of Love)
14. "Living Proof" — 4:45
  - (1992, Lucky Town)
15. "The Ghost of Tom Joad" — 4:21
  - (1995, The Ghost of Tom Joad)
16. "The Rising" — 4:47
  - (2002, The Rising)
17. "Long Time Comin'" — 4:13
  - (2005, Devils & Dust)
18. "Wrecking Ball" — 5:49
  - (2012, Wrecking Ball)